# Coup d'État de 1994 au Lesotho
Le coup d'État de 1994 au Lesotho est un coup d'État réussi au Lesotho mené par le roi Letsie III avec l'armée et le soutien de plusieurs partis politiques contre le gouvernement démocratiquement élu du Parti du Congrès du Basutoland (en) (BCP) dirigé par Ntsu Mokhehle.

## Coup d'État
Utilisant comme prétexte une pétition signée par deux partis politiques, le Parti national Basotho et le Parti de la liberté de Marematlou (en), qui appelle à la dissolution de l'actuel gouvernement du Lesotho et au rétablissement de son père Moshoeshoe II comme monarque, il suspend rapidement certaines parties de la constitution, dissout le Parlement et remplace le gouvernement par un conseil provisoire nommé qui gouvernera jusqu'aux élections promises.

## Conséquences
Le lendemain, 18 août, une manifestation organisée par des milliers de partisans du BCP dénonçant la prise de pouvoir illégale et inconstitutionnelle du roi à Maseru, la capitale nationale, dégénère en violence, faisant quatre morts et au moins dix blessés.
Du 17 août au 14 septembre, le conseil provisoire nommé, composé de Hae Phoofolo (président), Mamello Morrison, Retselisitsoe Sekhonyana, Monyake Moletsane, Khauta Khasu et Mathabiso Mosala, dirige le pays avec Hae Phoofolo agissant comme Premier ministre de facto. Grâce aux médiations de la Communauté de développement d'Afrique australe (SADC), à savoir le Botswana, le Zimbabwe et l'Afrique du Sud, le gouvernement du BCP est finalement rétabli à la suite de la signature du protocole d'accord sur les mesures et procédures relatives à la restauration. de l'ordre constitutionnel au Lesotho.
L'accord stipule, entre autres, l'annulation de la commission d'enquête sur la détrônation de Moshoeshoe II, l'immunité du roi Letsie III et des participants au coup d'État contre les poursuites judiciaires et autres. Moshoeshoe II est finalement rétabli au pouvoir en 1995 avec l'abdication de son fils du trône. En 1996 cependant, il meurt dans un accident de voiture, permettant à Letsie III de redevenir roi.